# Mateo Kalejman
Mateo Kalejman, né le 14 septembre 2004 à San Juan, est un coureur cycliste argentin.

## Biographie
En 2023, Mateo Kalejman participe à ses premières compétitions européennes avec le CCL Matdiver, un club portugais implanté à Loulé. Sous les couleurs de cette structure, il termine notamment onzième du Grand Prix de Mortágua. L'année suivante, il montre ses qualités de rouleur en finissant troisième du championnat panaméricain du contre-la-montre, dans la catégorie des espoirs (moins de 23 ans). Il obtient aussi diverses places d'honneur sur des étapes du Tour de Mendoza. 
Lors de la saison 2025, il se distingue au mois d'avril en dominant le contre-la-montre espoir des championnats panaméricains,. Quelques semaines plus tard, il confirme ses aptitudes en gagnant le championnat d'Argentine du contre-la-montre, alors qu'il n'a pas encore 21 ans. Il écrase à cette occasion la concurrence en repoussant son second à plus de trois minutes. 

## Palmarès et résultats

### Par année
- 2024
  -  Médaillé de bronze du championnat panaméricain du contre-la-montre espoirs
- 2025
  -  Champion panaméricain du contre-la-montre espoirs
  -  Champion d'Argentine du contre-la-montre

### Classements mondiaux
| Année                                 | 2023  | 2024  |
| ------------------------------------- | ----- | ----- |
| Classement mondial                    | 1725e | 1744e |
| UCI Europe Tour                       |       |       |
|                                       |       |       |
| Légende : nc = non classéSource : UCI |       |       |